# 6158 Shosanbetsu
A 6158 Shosanbetsu (1991 VB3) a Naprendszer kisbolygóövében található aszteroida. Nídzsima Cuneo és Urata Takesi fedezte fel 1991. november 12-én.